# 伊東細胞
伊東細胞（いとうさいぼう、英: Ito cell）とは、肝臓を構成する微小組織の一つで、類洞周囲腔（ディッセ腔）に存在する線維芽細胞の一つ。
類洞周囲脂肪細胞、肝星細胞（Hepatic Stellate Cell、HSC）とも呼ばれる。
1956年に群馬大学医学部の伊東俊夫教授によって発見報告された。
脂肪の取り込みが強く、ビタミンAを貯蔵する機能を有する。肝臓の線維化に関与していることが知られており、肝硬変の成因にも関連している。また、血栓性血小板減少性紫斑病の発因として知られている。